# Velser Affaire
De Velser Affaire is een vermeend complot tijdens de Tweede Wereldoorlog waarbij leden van het politiekorps Velsen en leden van het Nederlands verzet betrokken waren. Een hoofdrol daarin wordt vervuld door Nico Sikkel, tijdens de oorlog substituut-officier van justitie in Haarlem en na de oorlog procureur-fiscaal bij het Bijzonder Gerechtshof in Amsterdam.
Volgens deze complottheorie heeft deze groep een aantal Joden, communisten en linkse idealisten aan de Duitsers verraden. Er wordt gezegd dat dit vanuit Londen werd aangestuurd door de Nederlandse regering in ballingschap. Dit laatste is bijvoorbeeld de stellige overtuiging van schrijfster Conny Braam. Omdat na de oorlog de betrokken politieagenten deel uitmaakten van de bijzondere rechtspleging, zou hierdoor van een objectief onderzoek van deze zaken geen sprake zijn geweest. Naast collaboratie, dubieuze liquidaties en dodelijk verraad werden in de 'Velser Affaire' beschuldigingen geuit over zelfverrijking tijdens en na de oorlog door crimineel 'verzet' en politie-agenten.
In 1943 overvallen tien links-georiënteerde verzetsstrijders uit Velsen een rijke boer, een vermeende voedselwoekeraar, die omkomt als gevolg van de overval. De boer had echter drie joodse onderduikers en werd daarom als ‘goed’ beschouwd. De goede naam van het verzet zou lijden onder deze roofmoord en andere overvallen. Onder leiding van Sikkel geeft het verzet de namen van de tien ‘rovers’ onder voorwaarde dat zij niet aan de Duitsers worden uitgeleverd. Sikkel zou hebben toegezegd dat de tien mannen in politiebureaus worden opgesloten en als overvallers berecht. Sikkel geeft echter opdracht aan de politie om de 10 overvallers aan de Sicherheitsdienst als verzetsstrijders over te leveren. Na de oorlog ontstaan er verdenkingen dat communisten doelbewust zijn verraden op verzoek van de regering in Londen, uit angst dat de communisten de macht in Nederland zouden overnemen na vertrek van de bezetter.
Ook de moord op de Duitser Fritz Schallenberg op 14 september 1949 en de zaak-Menten worden soms in verband gebracht met de Velser Affaire.
Hoewel over de Velser Affaire een aantal boeken is verschenen, is de precieze toedracht op veel onderdelen nog steeds onduidelijk.
In 1946 stelde Leonard Rodrigues Lopes de zaak in zijn blad De Ochtendpost voor het eerst aan de kaak. Rodrigues Lopez wint een smaadzaak die de Velser politierechercheurs tegen zijn blad aanspannen. 
In 1949 benoemt Pieter Menten het verraad van de Velser communisten tijdens zijn verhoor in zijn eigen strafzaak. Menten kende meerdere hoofdrolspelers uit de affaire. Ook in zijn proces in de jaren 70 doet hij identieke uitspraken en claimde schriftelijk bewijs te hebben van een officiële opdracht tot verraad van de communisten. Het bewijs werd uiteindelijk nooit getoond door Menten.  
In 1951 stelde Henk Lunshof in De Telegraaf dat de Velser-affaire en een reeks andere affaires uit de oorlog te verklaren zijn doordat de criminele onderwereld het legitieme verzet heeft overgenomen in een aantal steden zoals Amsterdam, Haarlem, Zeist en Rotterdam. In de nadagen van de oorlog zouden Sicherheitsdienst, politie en (crimineel) verzet afspraken hebben gemaakt om duistere zaken te verhullen die zich tijdens de oorlog hebben afgespeeld. De onder- en bovenwereld zouden na de oorlog de verhulling in stand houden en doorgaan met criminele praktijken. Lunshof noemt in deze context naast de Velser-affaire ook de zaak Pieter Menten, de Rotterdamse Zaak-Henssen rondom zwarthandelaar Peter Louis Henssen, de Zaak-Schallenberg in Den Haag en de Zeister Affaire.
De Velser Affaire is de afgelopen decennia meerdere malen onderzocht. De laatste keer kwam de affaire aan de orde tijdens de zaak-Pieter Menten in 1977. Na het verschijnen van Het Schandaal (in 2004) gingen er stemmen op om de Velser Affaire opnieuw, voor het eerst geheel zelfstandig te onderzoeken. Eerdere onderzoekingen hadden al gedeeltelijk gebruikgemaakt van archieven, maar niet systematisch voor wat betreft de Velser Affaire, aangezien zulke onderzoekingen hun eigen optiek en restricties kenden.
Braam richtte met anderen de Stichting Onderzoek Velser Affaire (SOVA) op, die fondsen bijeen wilde brengen om een zuiver wetenschappelijk onderzoek naar de affaire te doen. Op 2 januari 2009 werd bekendgemaakt dat er door particuliere donaties en bijdragen van het Nationaal Fonds voor Vrijheid en Veteranenzorg, de Stichting Democratie en Media, de gemeente Velsen, de provincie Noord-Holland en het ministerie van VWS twee ton beschikbaar was voor een tweejarig onderzoek. Stichting SOVA gaf de brochure "Onbeantwoorde vragen en het onderzoek naar De Velser Affaire" uit. De onafhankelijke onderzoeker Bas von Benda-Beckmann wijdde zich vanaf 1 januari 2010 fulltime aan de zaak. Op 2 november 2013 werd zijn boek De Velser-affaire. Een omstreden oorlogsgeschiedenis in Kennemerland gepresenteerd.
Het bestuur van de Stichting SOVA (Stichting Onderzoek Velser Affaire) heeft besloten de SOVA m.i.v. 1 januari 2021 te ontbinden. Het doel van de stichting is bereikt en heeft geresulteerd in het boek ‘De Velser Affaire’ van Bas Von Benda Beckmann. Na het verschijnen van het boek, maar zeker ook na het overlijden van de ‘motor’ van de stichting: Cees Weij, waren er nauwelijks nog activiteiten. Het batig saldo van de stichting is, na overleg met de familie Weij, overgemaakt naar het Comité 4 en 5 mei Velsen. Het archief van de stichting is overgedragen aan het Nationaal Archief in Den Haag.